# 瓦里兹
瓦里兹（法語：Varize，法語發音：[vaʁiz]）是法国厄尔-卢瓦省的一个市镇，位于该省南部偏东，属于沙托丹区。

## 地理
瓦里兹（48°5'41"N, 1°30'49"E）面积13.85 平方千米，位于法国中央-卢瓦尔河谷大区厄尔-卢瓦省，该省份为法国北部内陆省份，北起顺时针与厄尔省、伊夫林省、埃松省、卢瓦雷省、卢瓦-谢尔省、萨尔特省和奧恩省接壤。
与瓦里兹接壤的市镇（或旧市镇、城区）包括：迪努瓦地区巴佐什、诺通维尔、佩龙维尔、维朗皮、维勒莫里。

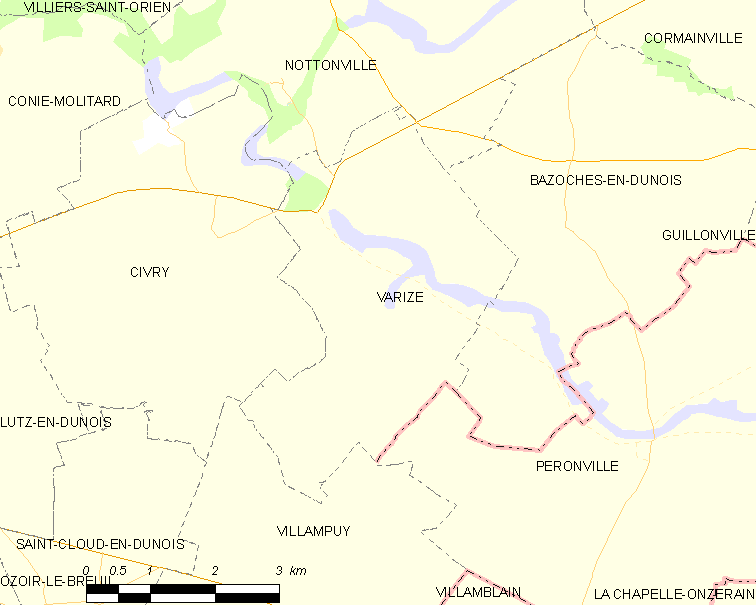
瓦里兹的OSM定位图

瓦里兹的时区为UTC+01:00、UTC+02:00（夏令时）。

## 行政
瓦里兹的邮政编码为28140，INSEE市镇编码为28400。

## 政治
瓦里兹所属的省级选区为莱维拉日沃韦安县。

## 人口

1962-2008年间瓦里兹人口变化图示

瓦里兹于2022年1月1日时的人口数量为189人。